# Полум'яний Доктор Пепер (коктейль)
Полум'яний Доктор Пепер (англ. Flaming Doctor Pepper) — це полум'яний коктейль, смаком схожий на безалкогольний напій Dr Pepper, хоча останній не входить до його складу.

## Походження
Полум'яний Доктор Пепер було створено Дейвом Брінксом в закладі Gold Mine Saloon у Новому Орлеані (штат Луїзіана) після програшу команди Нью-Орлінс Сейнтс.

## Приготування
Зазвичай напій готують, наповнюючи стопку трьома частками амарето та одною часткою міцного лікеру, наприклад, марки Everclear чи Bacardi 151. Ці два лікери не змішують; міцний алкоголь лягає шаром поверх амарето. Далі шот підпалюють та впускають у склянку, напівзаповнену пивом. Пиво гасить полум'я, після чого коктейль потрібно швидко випити.